# Inaldo Leitão
Inaldo Rocha Leitão (Sousa, 4 de novembro de 1951) é um advogado e político brasileiro. É atualmente filiado ao PP.

## Biografia
Filho de Francisca Rocha Leitão e Francisco Leitão de Araújo, formou-se em Direito na Universidade Católica de Pernambuco em 1977, tornando-se professor do Centro de Ciências Jurídicas e Sociais da UFPB em 1980, mesmo ano em que foi nomeado assessor jurídico da prefeitura municipal de Sousa, onde permaneceria até 1981. Chefiou também o Departamento de Ciências Jurídicas da UFPB - Campus VI, onde também foi diretor (1984 a 1988), e paralelamente às suas atividades acadêmicas, foi conselheiro da secção paraibana da OAB, entre 1986 e 1988. Neste último ano, ocupou o cargo de procurador do Estado.
No mandato de Ronaldo Cunha Lima, foi nomeado secretário de Justiça da Paraíba, e também foi eleito presidente do Conselho de Coordenação Penitenciária, conciliando os cargos por 2 anos.

## Carreira política
Sua estreia eleitoral foi em 1990, quando concorreu a uma vaga na Assembleia Legislativa nas eleições realizadas em outubro. Não conseguiu se eleger, obtendo 5.945 votos. Em 1994, novamente pelo PMDB, Inaldo Leitão foi o 19º deputado estadual mais votado, com 13.897 sufrágios (em Sousa, foram 5.258 votos). Durante seu mandato, assumiu a Presidência da Assembléia Legislativa da Paraíba e governou interinamente o estado em março de 1998. No mesmo ano, decide não tentar a reeleição e concorre a uma vaga na Câmara dos Deputados, sendo bem-sucedido (70.734 sufrágios, a terceira maior votação do estado). Após a eleição, deixa o PMDB e filia-se ao PSDB.
Ao longo desse mandato, integrou as comissões permanentes de Constituição, Justiça e de Redação (titular, primeiro vice-presidente e presidente), de Ciência e Tecnologia, Comunicação e Informática (suplente), de Direitos Humanos (suplente) e do Trabalho e Serviço Público (suplente). Participou também de comissões especiais: a que instituiu o Código Civil (titular); a que fixou o salário mínimo (titular); e a que modificou a estrutura do Poder Judiciário (titular).
Em 2002, tenta a reeleição, e embora tivesse obtido 45.234 votos, ficou na suplência. Porém, a cassação de Damião Feliciano por infidelidade partidária colocou Inaldo de volta à Câmara, agora filiado ao PL. Na eleição de 2006, conquista boa votação (44.587 no total), insuficiente para um terceiro mandato. Ao final da legislatura, se afasta da política.
Em 2017, o ex-deputado foi citado em um dos 201 inquéritos pelo Supremo Tribunal Federal para instâncias judiciais inferiores, com base nas delações de ex-executivos da Odebrecht (atual Novonor). Ele foi acusado de ter recebido 100 mil reais em caixa dois em 2010, ano em que ele não chegou a concorrer a nenhum cargo eletivo. O codinome que constava nas planilhas da empreiteira era "Todo Feio".
Após 12 anos, Inaldo Leitão anunciou que seria candidato a deputado federal pelo PSD. Mesmo integrando a coligação que apoiaria Lucélio Cartaxo, surpreendeu ao manifestar apoio ao senador José Maranhão, que também concorria ao governo estadual.
Ademais, protocolou sua desistência no TRE semanas antes do pleito, não realizou campanha e nem confeccionou material de qualquer natureza. Ainda assim, obteve 1.425 votos, que foram anulados pelo órgão.
Em janeiro de 2022, o inquérito que citava o ex-deputado federal no esquema de caixa dois foi arquivado por falta de provas e anunciou que seria candidato a deputado federal pelo MDB durante uma reunião com o senador Veneziano Vital do Rêgo. Porém, anunciou em março que passaria a apoiar a candidatura a reeleição de João Azevêdo (PSB) e anunciou sua filiação ao PP, mantendo sua pré-candidatura a deputado federal, que não chegou a ser lançada.